# غوردون بود إرفينغ
غوردون بود إرفينغ هو طيار جوي ‏ كندي، ولد في 16 مايو 1898، وتوفي في 11 أغسطس 1918 في Albert, Somme ‏ في فرنسا بسبب قتل في المعركة.